# 상징적 국가원수
상징적 국가원수는 내각제의 대통령, 민주주의가 자리잡은 입헌군주제의 군주처럼 국가원수이지만 실권이 적은 경우이다.

## 사례
- 영연방 왕국의 군주 및 총독
- 최고인민회의 상임위원회 위원장이 국가원수이던 시절의 위원장